# 大江口乡
大江口乡，是中华人民共和国湖南省永州市东安县下辖的一个乡镇级行政单位。2015年11月11日，大江口乡与白牙市镇成建制合并设立白牙市镇。

## 行政区划
大江口乡下辖以下地区：
大江口村、庙门口村、花坞井村、易家村、灯台村、石塘村、石桥村、李家铺村、南冲边村、新麻塘村、学仕桥村、六仕町村、银山村、大田头村、碗塘村、社塘村、石溪河村、蔡家村、大比村、荷池村、旺丰村、铜古村、石门砥村和竹桥村。